# Albert Jonsson

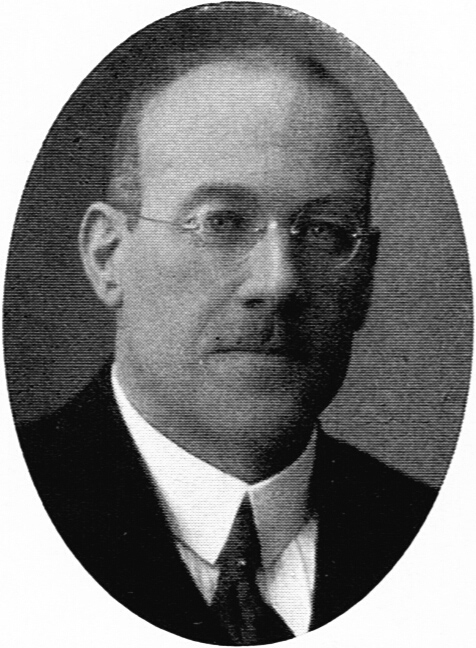
Albert Jonsson

Knut Albert Jonsson, född 27 juni 1880 i Stockholm, död där 14 mars 1954, var en svensk arkitekt med stor verksamhet i Örebro.

## Biografi
Jonsson föddes i Stockholm. Fadern Oscar fick 1896 en tjänst som disponent och filialchef för Nya Asfaltbolagets kontor i Örebro varmed familjen dit. Han studerade vid Kungliga Tekniska högskolan och fick sedan tjänst som ritare hos stadsarkitekt Magnus Dahlander i Örebro. År 1907 öppnade han eget arkitektkontor och kom med tiden att bli en av Örebros mest produktiva arkitekter precis efter sekelskiftet 1900, tillsammans med Magnus Dahlander, Vilhelm Renhult och Fritz Bengtson.
Det första betydande uppdraget fick han 1906 då han ritade de två stora femvåningshusen i jugendstil vid Oskarsparken/Manillagatan. Tillsammans med Elis Werner ritade han Centralplatset, som stod klart 1913 och är ett av Örebros mest imponerande hus. I dess vindsvåning, med adressen Olaigatan 17, inredde han sitt arkitektkontor. 
År 1936 flyttade han tillbaka till Stockholm. Han är begravd på Almby kyrkogård i Örebro.

## Byggnader (urval)
- Oskarsparken 11, byggt 1906
- Oskarsparken 8/Manillagatan 16, byggt 1906
- Hagagatan 27, byggt 1906
- Manillagatan 18, byggt 1906
- Kasten Ottergatan 12/Nygatan 75, byggt 1908
- Järntorgsgatan 7, byggt 1909
- Olaigatan 28, byggt 1910
- Nygatan 48 & 50, byggt 1909–1910
- Manillagatan 20, byggd 1910
- Nygatan 73 B, byggt 1911
- Änggatan 13/Näbbtorgsgatan 20, byggt 1911
- Manillagatan 23/Nygatan 54, byggt 1911
- Klostergatan 11–13/Olaigatan 12 (Örebro Ölhall), byggt 1912
- Köpmangatan 7 (Odd fellow), byggt 1912
- Västra gatan 8, byggt 1910
- Oskarstorget 5–9, byggt 1912
- Centralpalatset, Storgatan 4-6, Olaigatan 17–19, byggt 1913
- Hagagatan 7 (Viking), byggt 1914
- Fredsgatan 9/Gamla gatan 21, byggt 1916
- Kilsgatan 1/Västra Bangatan 21 (Drottning Blankas gymnasieskola/Industribolaget), byggt 1920
- Storgatan 11, byggt 1923
- Olaigatan 40, byggt 1924
- Nygatan 46, byggt 1926

## Bilder

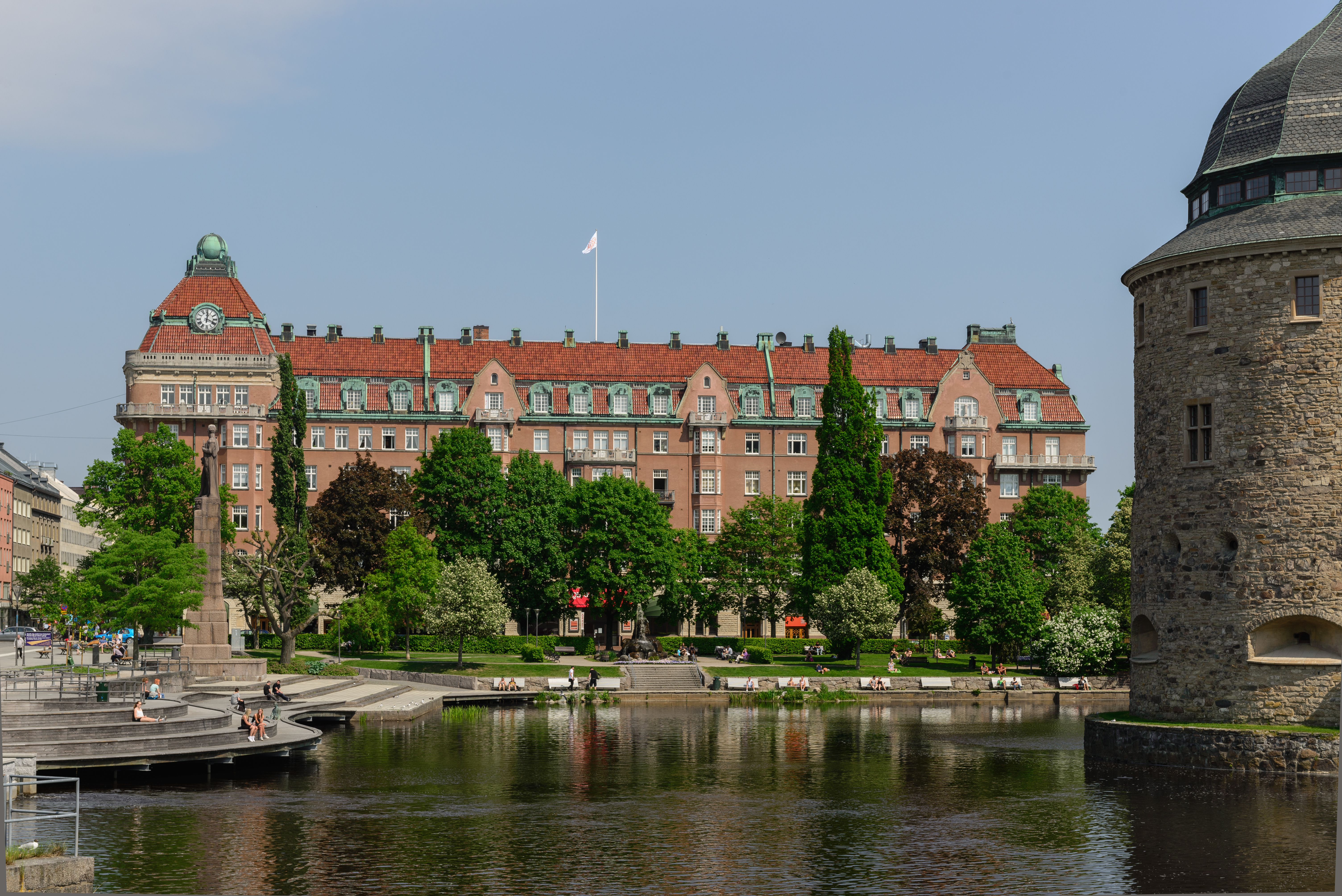
Centralpalatset, Örebro
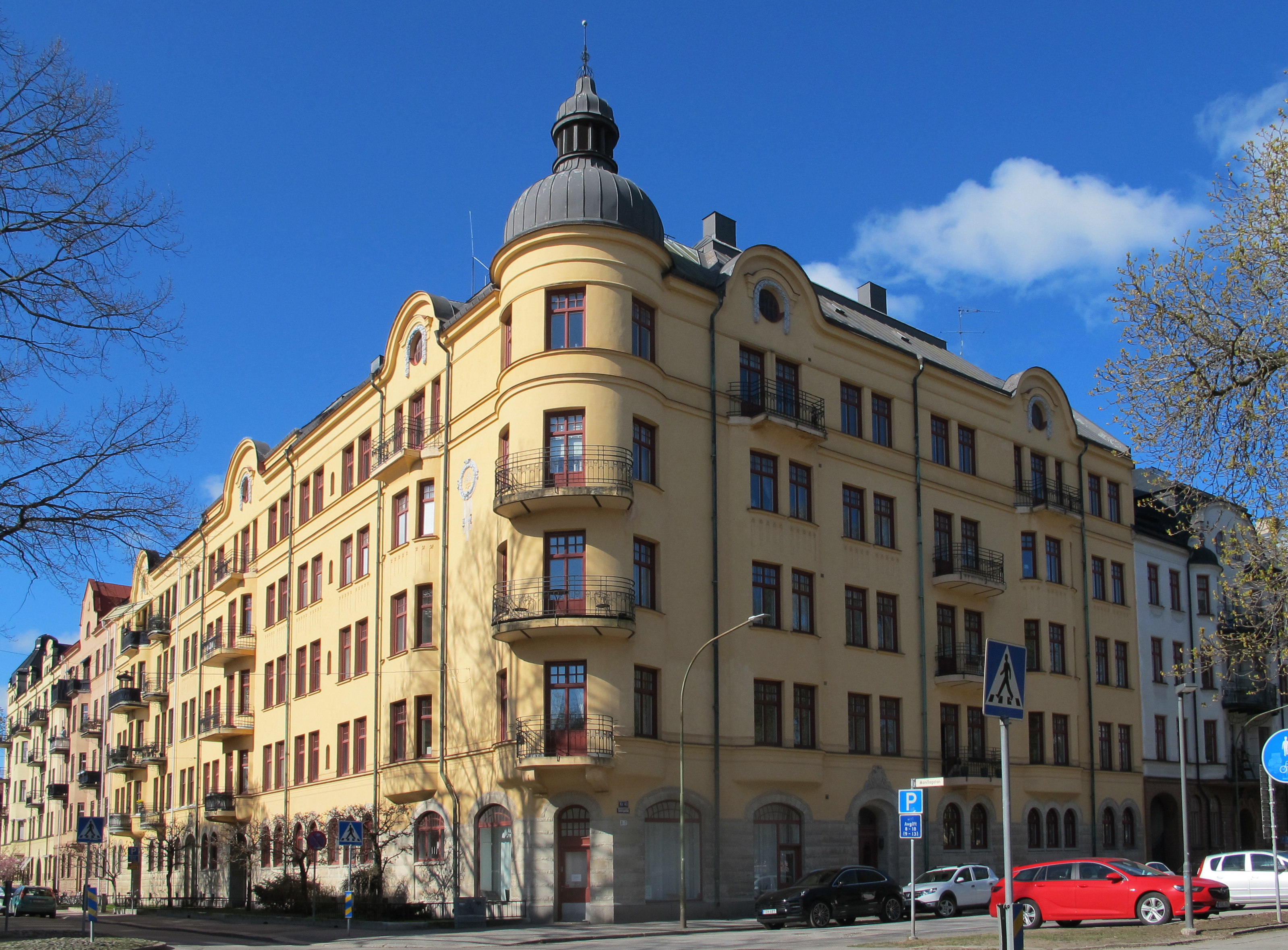
Oskarsparken 8, Örebro
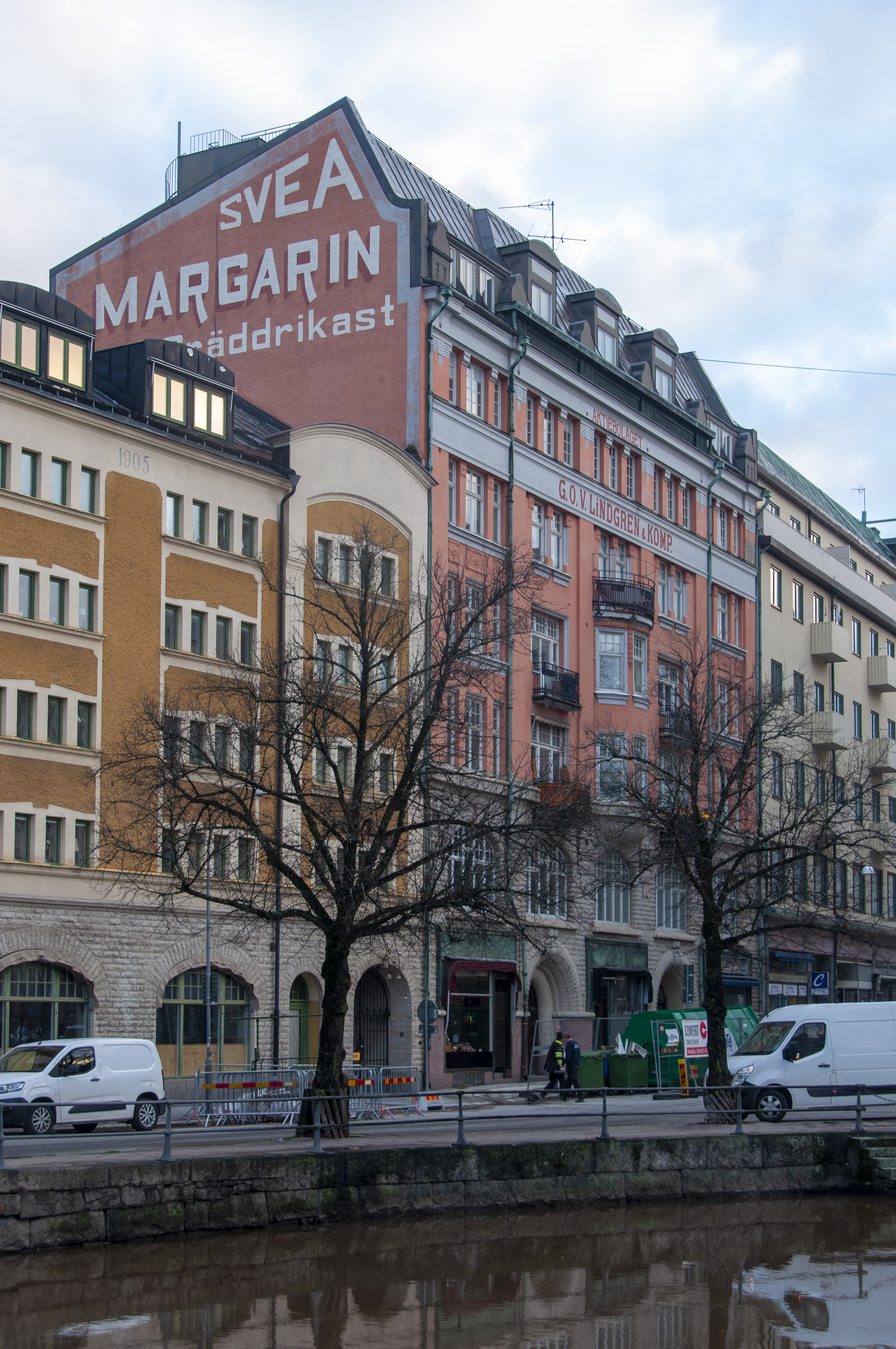
Järntorgsgatan 7, Örebro
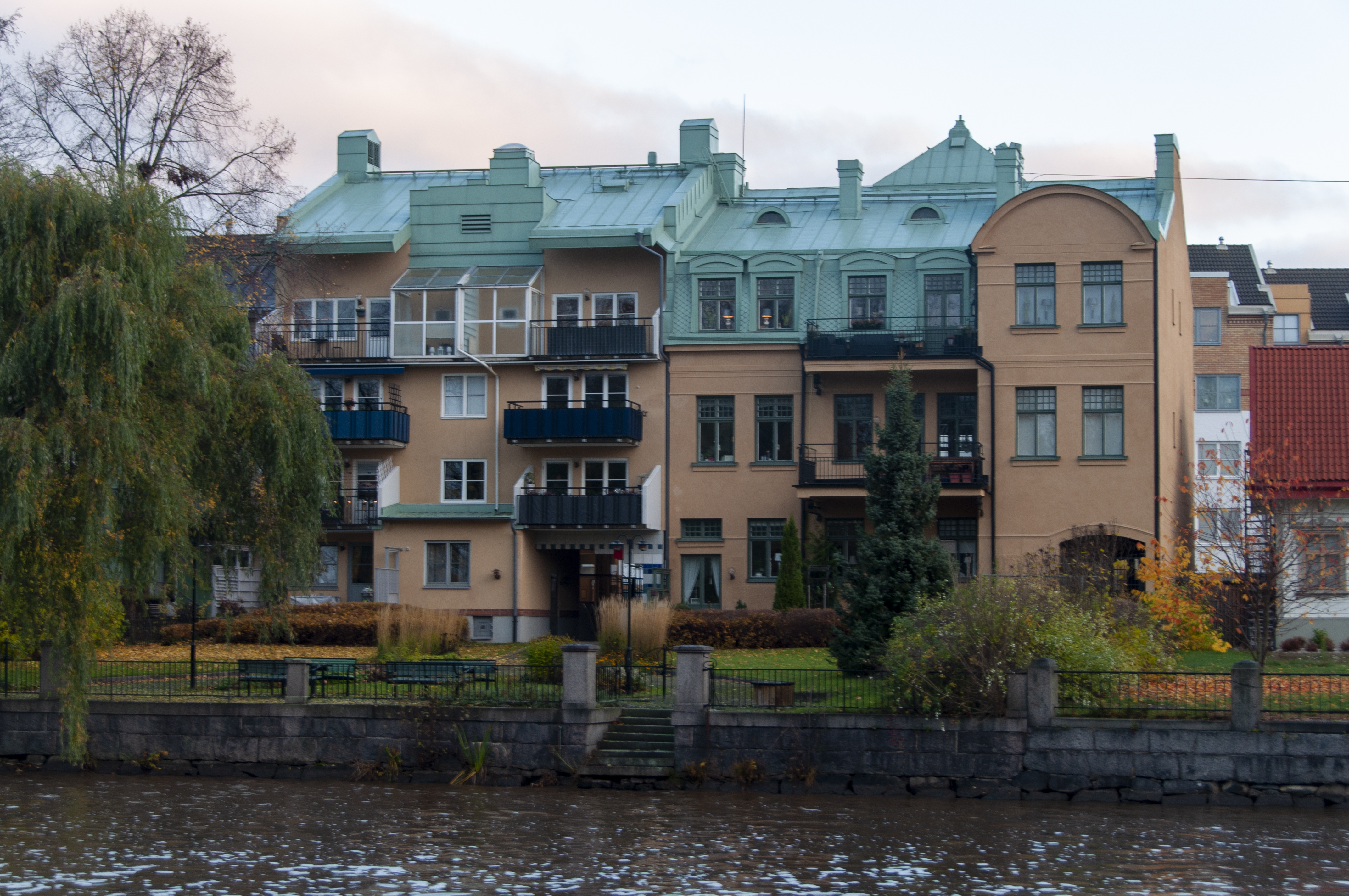
Olaigatan 28, Örebro
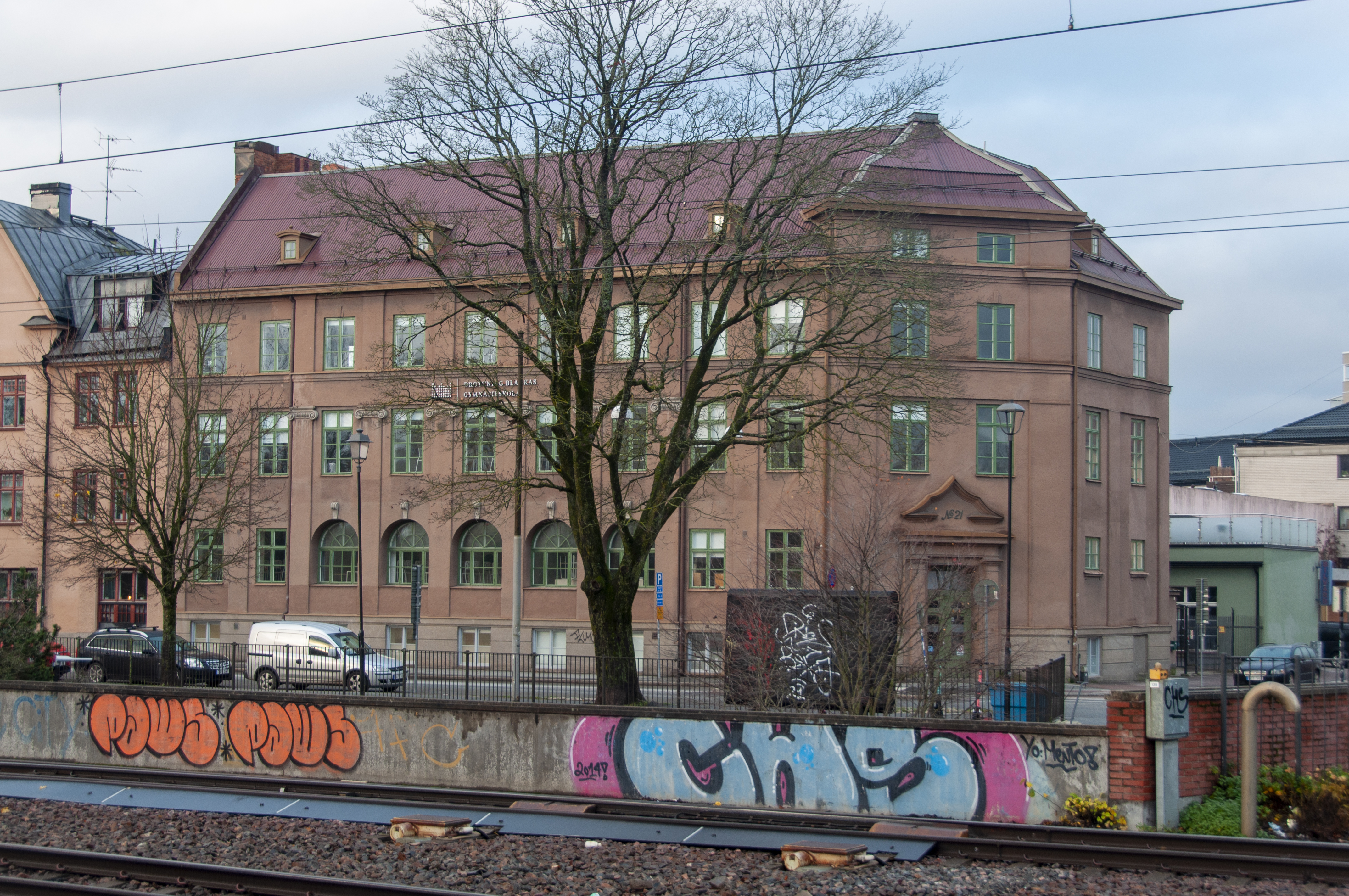
Nejlikan 7, Örebro